# Heliophanus patagiatus
Heliophanus patagiatus este o specie de păianjeni din genul Heliophanus, familia Salticidae, descrisă de Thorell, 1875. Conform Catalogue of Life specia Heliophanus patagiatus nu are subspecii cunoscute.